# Molbo
Il Molbo (in russo Молбо́? o Молво), anche Molvo, è un fiume della Siberia orientale che scorre nell'Ajano-Majskij rajon dell'Oblast' di Irkutsk e nell'Olëkminskij ulus della Sacha (Jacuzia), in Russia.
Il fiume è un affluente di destra della Čara (bacino idrografico della Lena). Ha origine e scorre lungo il bordo nord-orientale dell'altopiano del Patom. La lunghezza del fiume è di 334 km, l'area del bacino è di 6 040 km². L'acqua alta dura da maggio a settembre. Si blocca per il gelo da ottobre, fino a maggio. 